# Gros-Guillaume
Robert Guérin, med artistnamnet Gros-Guillaume, död 1634, var en fransk skådespelare.
Han föddes i Paris före år 1554. Han var medlem i flera kringresande teatersällskap. År 1598 nämns han som medlem i Enfants-sans-Souci, som ofta uppträdde för det franska hovet. Från 1610 var han verksam vid Hôtel de Bourgognes teater; initialt som medlem i Valleran Le Contes teatersällskap, som han tog över 1625. 
Han var en populär skådespelare i farser och komedier.